# ジョゼフ＝ルイ・ラグランジュ
ジョゼフ゠ルイ・ラグランジュ（仏: Joseph-Louis Lagrange、1736年1月25日 - 1813年4月10日）は数学者、物理学者、天文学者である。サルデーニャ王国のトリノで生まれ、オイラーに師事し、プロイセンや帰化したフランスで活動した。彼の初期の業績は微分積分学の物理学への適用であり、特に力学の発展に貢献した。後に、力学をさらに一般化して、最小作用の原理を導き、解析力学（ラグランジュ力学）を創出した。ラグランジュによる『解析力学』は、ラプラスの『天体力学』と共に18世紀末の古典的名著とされる。

## 生涯
1736年、サルデーニャ王国のトリノで生まれた。出生名はジュゼッペ・ルイージ・ラグランジャ（伊: Giuseppe Luigi Lagrangia）である。プロイセン王国のベルリン・アカデミーのレオンハルト・オイラーから教えを受けた。当時ブルボン朝を戴くフランス王国に移り住み、フランス科学アカデミーで活動した。53歳でむかえたフランス革命の後は、ラプラス、アントワーヌ・ラヴォアジエらと共にメートル法の制定に取り組んだ。また、エコール・ポリテクニークの教授や元老院の議員も務めた。
フランス革命に伴うラヴォアジエの処刑については「彼の頭を切り落とすのは一瞬だが、彼と同じ頭脳を持つものが現れるには100年かかるだろう」と語ったとされる。また、生前のマリー・アントワネット（同じく、同革命に関連して刑死）の数学教師でもあり、「なぜ私が残されたのかわからない」と彼らの処刑を嘆き、生涯苦しんだとされる。同じく数学者で同時代の同国を生きたピエール゠シモン・ラプラスは、その時々の政治権力に従順にしたたかに世を渡り抜いたが、ラグランジュのこのような気質はそれとは対照的であった。

## 業績
数学を用いて力学を体系化し、双方の分野に業績を残した。ラグランジュの名を冠する用語も多く残っている（⇒#関連項目）。

### 力学
力学の研究においてラグランジュは、それまでの幾何学的なアプローチを排除し、ダランベールの原理や仮想速度の原理の立場から最小作用の原理を基幹とし、純粋に解析学的な力学すなわち解析力学を構築して、ニュートン力学の発展・成熟に貢献した。たとえば、他の原理を持ち出さずに、解析学的手法のみによってより普遍的なエネルギー等の各種の保存則を導出した。1788年には、これらの成果を著作『解析力学』（原題: "Mécanique analytique"）として出版した。
天文学においては、オイラーと共にラグランジュ点（L1からL5の5つの解）の発見に貢献した。これは地球と月のような二つの天体の系において、第三の小さな天体がこれら二つの天体との相対位置を変えずに安定に運動し続けられる可能性のある5つの位置座標点である。

### 数学
数論に関する業績として、全ての自然数が高々四つの平方数の和によって表されるという定理は、ラグランジュの四平方定理として知られる（1770年）。また、ウィルソンの定理の証明のうちの一つを発見した（1773年）。五次以上の方程式の代数的な解き方についても研究し、根（解）の置換など群論の先駆けとなる研究も行い、これらの方程式について解ける為の条件を示したとされる。さらに、オイラーによる弱完全数に関する予想については、その後に25年をかけて、証明に成功している。これによれば、P=２の弱メルセンヌ数において、p=11では確かにNpは完全数ではないが、p=101においてNpは完全数になるとされる。

### その他・顕彰等
度量衡の標準化に尽力したことでも有名とされる。1791年5月に王立協会のフェローに選出され、亡くなる直前1週間前にレジオンドヌール勲章グランクロワ章を受賞し、パリのパンテオンに埋葬されている。